# NSU Sport-Prinz

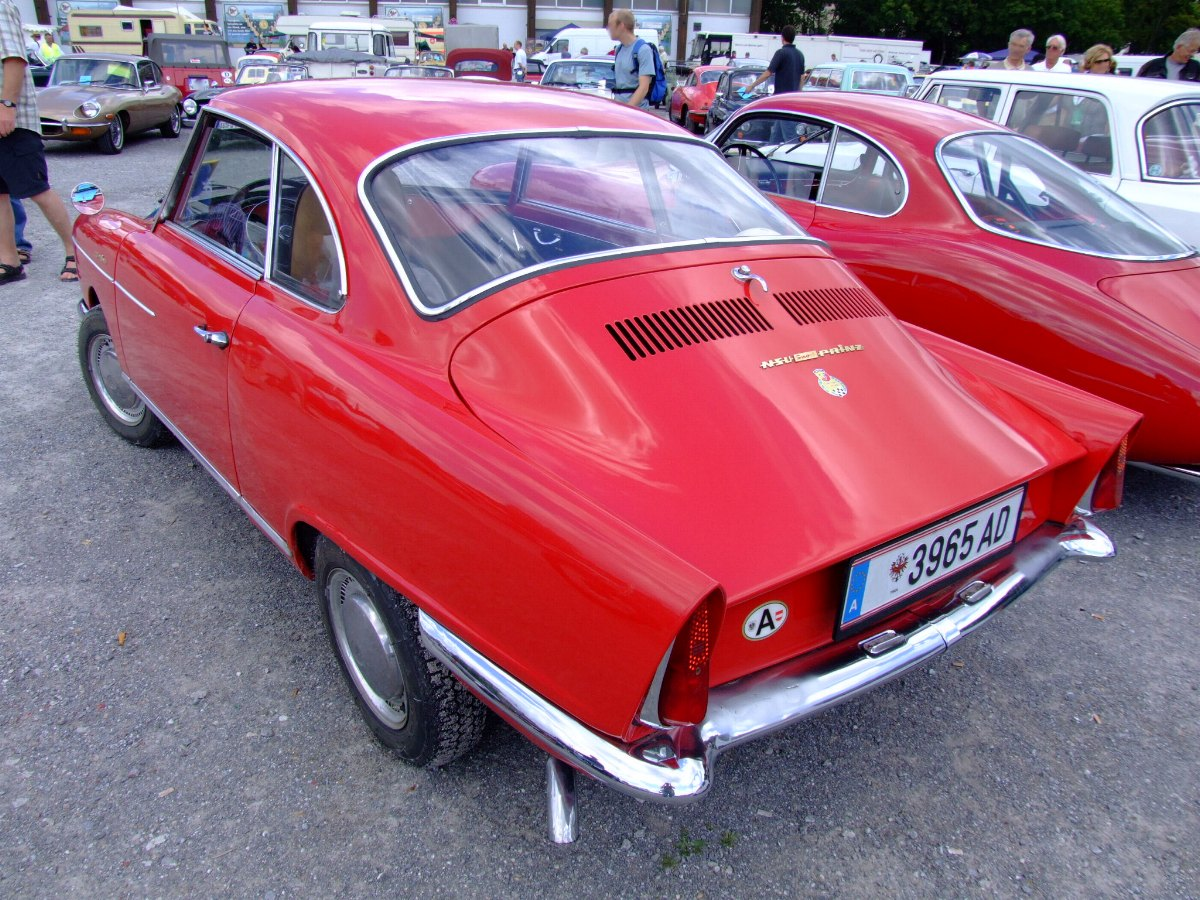
Heckansicht

Der NSU Sport-Prinz ist ein Automodell, das die NSU Motorenwerke AG von 1959 bis 1967 in verschiedenen Varianten bauten.
Der 1958 vorgestellte Wagen, der die Typnummer 41 trug, war ein Coupé mit zwei vollwertigen Sitzen und einem dünn gepolsterten Notsitz im Heck. Die Karosserie entwarf der italienische Designer Bertone in Turin, bei dem auch die ersten dieser Coupés gefertigt wurden. Die Grundform der Karosserie, die auch mit Schiebedach lieferbar war, wurde fünf Jahre später als offene Version beim Wankel-Spider übernommen. Das Fahrwerk des Sport-Prinz stammte zunächst vom Prinz II. Im Herbst 1960 erhielt das Coupé jedoch das Prinz-III-Fahrwerk mit größeren Federwegen, vorderem Stabilisator und Gummizusatzfedern. 1964 wurde es dem Prinz 4 angeglichen und erhielt an der Vorderachse Scheibenbremsen statt der bisherigen Trommelbremsen.
Anfangs hatte der Sport-Prinz den luftgekühlten Zweizylindermotor des Prinz II, allerdings mit einer von 20 auf 30 PS (22 kW) gesteigerten Leistung und einem maximalen Drehmoment von 4,5 mkp (44 Nm) bei 3500/min. Diese Leistung blieb unverändert, als Anfang 1961 der Hubraum von 583 auf 598 cm³ vergrößert wurde. Die Höchstgeschwindigkeit des 565 kg  schweren Wagens lag bei etwa 120 km/h.
Ende 1967 wurde die Produktion des NSU Sport-Prinz eingestellt. Gebaut wurden bis dahin 20.831 Stück, davon 2.715 bei Bertone. Der Verkaufspreis lag anfangs bei DM 6550,– und fiel dann bis zum April 1965 auf DM 5135,–.

## Technische Daten
|                                | NSU Sport-Prinz                           |                                           |
| Bauzeitraum                    | 1959–1961                                 | 1961–1967                                 |
| Motorkenndaten                 |                                           |                                           |
| Motortyp                       | 2 Zylinder Paralleltwin-Motor (Heckmotor) | 2 Zylinder Paralleltwin-Motor (Heckmotor) |
| Ventilsteuerung                | OHC                                       | OHC                                       |
| Gemischaufbereitung            | 1 Fallstromvergaser Bing 7/28             | 1 Fallstromvergaser Solex 34 PCI          |
| Kühlung                        | Luftkühlung                               | Luftkühlung                               |
| Bohrung × Hub                  | 75 × 66 mm                                | 76 × 66 mm                                |
| Hubraum                        | 583 cm³                                   | 598 cm³                                   |
| Verdichtungsverhältnis         | 7,6:1                                     | 7,5:1                                     |
| max. Leistung bei min−1        | 22 kW (30 PS) / 5500                      | 22 kW (30 PS) / 5600                      |
| max. Drehmoment bei min−1      | 42 Nm / 3200                              | 44 Nm / 3250                              |
| Kraftübertragung               |                                           |                                           |
| Antrieb                        | Heckantrieb                               | Heckantrieb                               |
| Getriebe                       | 4-Gang-Schaltgetriebe                     | 4-Gang-Schaltgetriebe                     |
| Getriebe-Synchronisierung      | I - IV                                    | I - IV                                    |
| Messwerte                      |                                           |                                           |
| Höchstgeschwindigkeit          | 120 km/h                                  | 120 km/h                                  |
| Beschleunigung, 0–100 km/h     | 26 s                                      | 26 s                                      |
| Kraftstoffverbrauch auf 100 km | 7,0 l S                                   | 7,0 l S                                   |
| Leergewicht                    | 565 kg                                    | 565 kg                                    |
| Quelle:                        |                                           |                                           |